# 史貽直
史貽直（1682年—1763年），字儆弦，號鐵崖，江南江寧府溧陽縣人，清朝政治人物，歷官康熙、雍正、乾隆三朝。

## 生平
史貽直少嫻掌故，康熙三十八年（1699年）己卯科順天鄉試舉人，三十九年（1700年）庚辰科三甲第一名進士，時年僅十九歲，選翰林院庶吉士，散館授檢討，升侍讀學士。
雍正元年（1723年）入值南書房，遷吏部左侍郎，三年（1725年）改工部左侍郎，五年（1727年）改戶部左侍郎，六年（1728年）改吏部左侍郎，七年（1729年）總督福建，八年（1730年）改總督兩江，因籍貫所在，上疏請辭，不獲准，同年任左都御史、總督兩江，九年（1731年）升兵部尚書、巡撫陝西，十一年（1733年）改戶部尚書，十三年（1735年）改總督湖廣。
乾隆三年（1738年）召還回京，任刑部尚書，五年（1740年）改兵部尚書，七年（1742年）改吏部尚書，同年總督直隸，八年（1743年）任協辦大學士，九年（1744年）任文淵閣大學士，十一年（1746年）加太子太保。史貽直與鄂爾泰交好，鄂昌稱他為“伯父”。十三年（1748年）上奏張廷玉不應配享太廟。二十年（1755年）鄂昌任甘肅巡撫，史貽直請託為次子史奕昂謀求甘肅布政使之職，同年胡中藻案爆發，鄂昌被賜自盡，史貽直致仕歸里，二十二年（1757年）召還回京，復任文淵閣大學士兼吏部尚書，加太子太傅，二十三年（1758年）充經筵講官。
乾隆二十五年（1760年）乾隆帝以史貽直登進士已六十年，賜詩，獎為“人瑞”，二十七年（1762年）致仕，二十八年（1763年）五月十三日卒，享年八十二歲，贈太保，諡文靖，賜祭葬，入祀賢良祠。

## 著作
著有《工部則例》50卷、《工部續增則例》95卷，主修《陝西通志》100卷。

## 紀念
史貽直墓位於溧陽市崑崙街道夏莊村，占地13500平方公尺。為江蘇省文物保護單位。

## 延伸阅读
[在维基数据编辑]
 《清史稿·卷303》，出自趙爾巽《清史稿》